# Amphoe Wiang Pa Pao

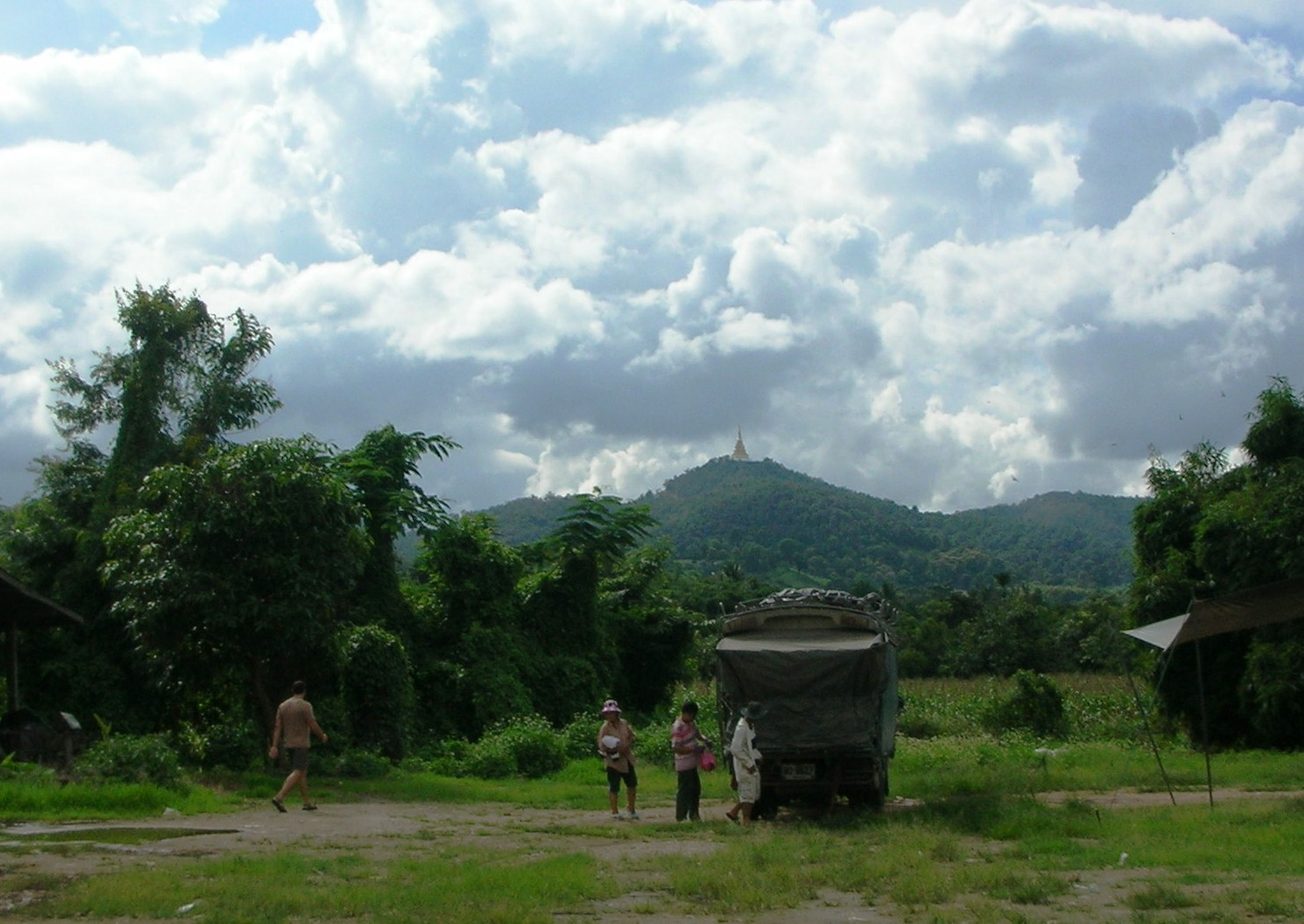
Landschaft von Wiang Pa Pao

Amphoe Wiang Pa Pao (Thai: อำเภอ เวียงป่าเป้า, Aussprache: ʔāmpʰɤ̄ː wīaŋ pàː pâw) ist ein Landkreis (Amphoe – Verwaltungs-Distrikt) im Südwesten der Provinz Chiang Rai. Die Provinz Chiang Rai liegt im äußersten Norden der Nordregion von Thailand.

## Geographie
Benachbarte Landkreise (von Norden im Uhrzeigersinn): die Amphoe Mae Suai und Phan der Provinz Chiang Rai, Wang Nuea und Mueang Pan der Provinz Lampang, sowie Doi Saket und Phrao der Provinz Chiang Mai.

## Geschichte
Wiang Pa Pao war eine der zahlreichen Mueang in Nordthailand. Im Jahr 1905 wurde der Bezirk Wiang Pa Pao mit Mueang Phong zusammengelegt und in Mae Suai umbenannt, während das zentrale Gebiet der alten Mueang den Namen des „Zweigkreis“ (King Khwaeng) Wiang Pa Pao beibehielt. 1907 erhielt Wiang Pa Pao den vollen Amphoe-Status.

## Sehenswürdigkeiten
- Nationalparks:
  - Nationalpark Khun Chae (อุทยานแห่งชาติขุนแจ) – der 270 km² große Park wurde 1995 eröffnet. Er hat seinen Namen vom Khun-Chae-Wasserfall (น้ำตกขุนแจ). Sehenswert außerdem: der 2.031 Meter hohe Doi Langka (ดอยลังกา), Thailands fünft höchster Berg und der Waldlehrpfad am Doi Mot (ดอยมด).

## Verwaltung

### Provinzverwaltung
Der Landkreis Wiang Pa Pao ist in sieben Tambon („Unterbezirke“ oder „Gemeinden“) eingeteilt, die sich weiter in 93 Muban („Dörfer“) unterteilen.
| Nr. | Name          | Thai      | Muban | Einw.  |
| --- | ------------- | --------- | ----- | ------ |
| 01. | San Sali      | สันสลี      | 13    | 09.242 |
| 02. | Wiang         | เวียง      | 12    | 15.250 |
| 03. | Ban Pong      | บ้านโป่ง    | 07    | 05.229 |
| 04. | Pa Ngio       | ป่างิ้ว      | 16    | 09.113 |
| 05. | Wiang Kalong  | เวียงกาหลง | 15    | 09.344 |
| 06. | Mae Chedi     | แม่เจดีย์    | 16    | 09.466 |
| 07. | Mae Chedi Mai | แม่เจดีย์ใหม่ | 14    | 09.592 |

### Lokalverwaltung
Es gibt vier Kommunen mit „Kleinstadt“-Status (Thesaban Tambon) im Landkreis:
- Pa Ngio (Thai: เทศบาลตำบลป่างิ้ว) bestehend aus dem kompletten Tambon Pa Ngio.
- Wiang Kalong (Thai: เทศบาลตำบลเวียงกาหลง) bestehend aus dem kompletten Tambon Wiang Kalong.
- Mae Khachan (Thai: เทศบาลตำบลแม่ขะจาน) bestehend aus Teilen des Tambon Mae Chedi.
- Wiang Pa Pao (Thai: เทศบาลตำบลเวียงป่าเป้า) bestehend aus Teilen des Tambon Wiang.

Außerdem gibt es fünf „Tambon-Verwaltungsorganisationen“ (องค์การบริหารส่วนตำบล – Tambon Administrative Organizations, TAO)
- San Sali (Thai: องค์การบริหารส่วนตำบลสันสลี) bestehend aus dem kompletten Tambon San Sali.
- Wiang (Thai: องค์การบริหารส่วนตำบลเวียง) bestehend aus Teilen des Tambon Wiang.
- Ban Pong (Thai: องค์การบริหารส่วนตำบลบ้านโป่ง) bestehend aus dem kompletten Tambon Ban Pong.
- Mae Chedi (Thai: องค์การบริหารส่วนตำบลแม่เจดีย์) bestehend aus Teilen des Tambon Mae Chedi.
- Mae Chedi Mai (Thai: องค์การบริหารส่วนตำบลแม่เจดีย์ใหม่) bestehend aus dem kompletten Tambon Mae Chedi Mai.